# Mary Poppins (personaje)
Mary Poppins es un personaje ficticio y la protagonista del libro de P. L. Travers Mary Poppins y todas sus adaptaciones. Es una niñera inglesa mágica, ella llega en el Viento del Este a la casa de los Banks en Londres donde se hace cargo de los hijos de los Banks y les enseña valiosas lecciones con un toque mágico. Travers le da a Poppins el acento y el vocabulario de una niñera real de Londres.
Julie Andrews, quien realizó el personaje en la película homónima de 1964, ganó el Oscar a la mejor actriz. La revista británica  Empire incluyó a  Poppins (representada por Andrews) en su lista de 2011 de los 100 personajes cinematográficos más grandes.

## Descripción
Una niñera inglesa por excelencia, Mary Poppins es una ligeramente severa pero cuidadosa mujer, quien usa la magia y el autocontrol para cuidar a los hijos de los Banks. Es usualmente identificada por su gran sombrero y su paraguas que siempre lleva con ella en sus salidas. Es amable con los niños, pero puede ser firme cuando sea necesario. Es «practicamente perfecta en todo». En la película es una mujer joven, con un aire de gracia y elegancia.

### Libros
P.L. Travers fue muy estricta acerca de la apariencia de Mary Poppins en las ilustraciones de la novela, trabajando cercanamente con la ilustradora Mary Shepard para crear una imagen del personaje. Probablemente ella basó la apariencia de Mary Poppins en la de una muñeca holandesa: alta y huesuda, con cabello corto negro, ojos azules grandes, una nariz despreocupada, y una boca fruncida. Travers originalmente objetó al casting de Julie Andrews como Mary Poppins, reclamando que Andrews era muy atractiva para el papel; sin embargo, después de conocer a Andrews en persona por primera vez, Travers supuestamente examinó a la actriz por unos segundos antes de conceder: «Bueno, tienes la nariz para ello».

### Películas

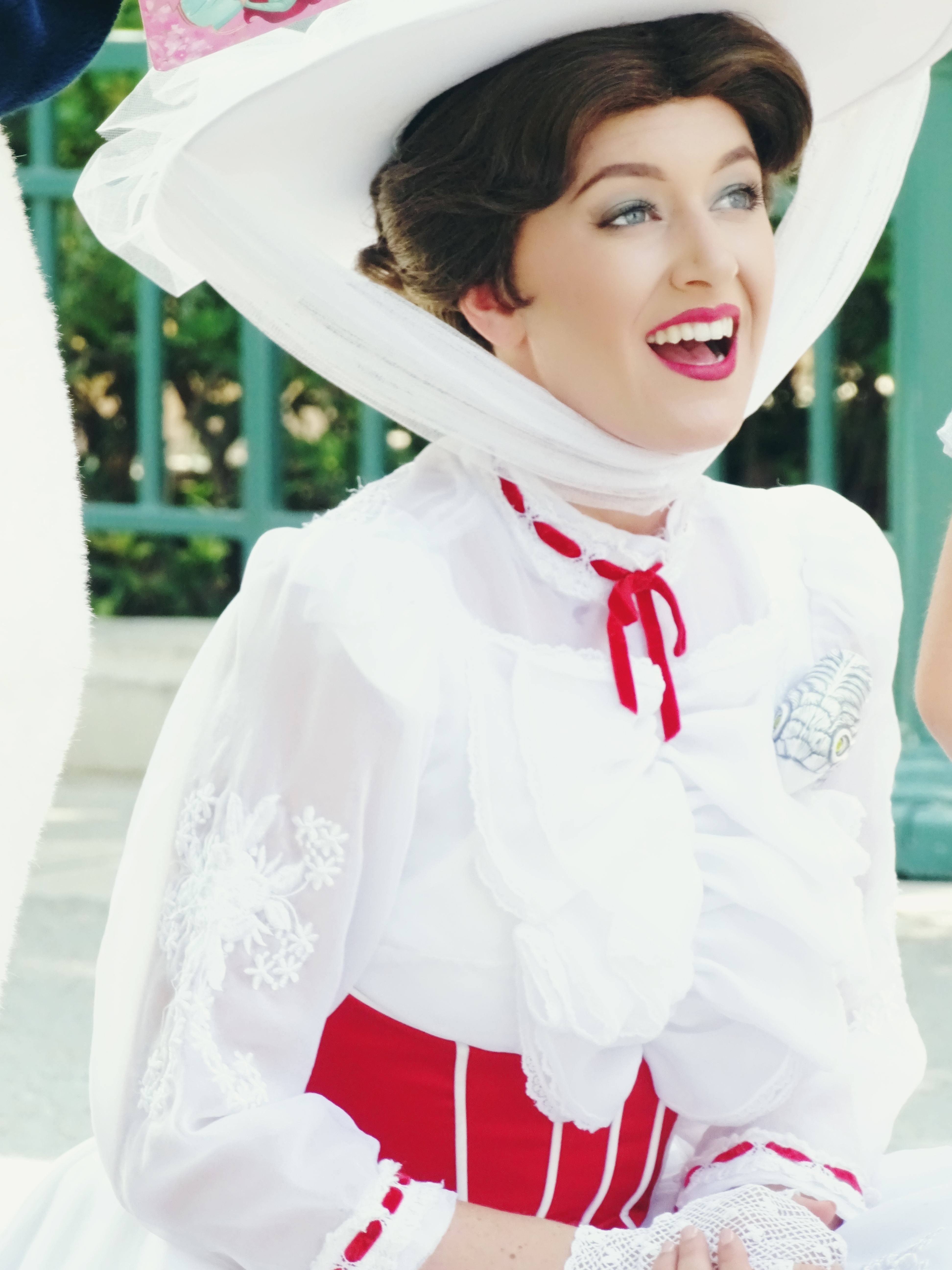
Mary Poppins en Disneyland París

Mary Poppins en la película de Disney, interpretada por Julie Andrews, también es bastante severa, pero al mismo tiempo más gentil, alegre y cuidadora de los dos hijos de Banks, de los cuales ella está a cargo. Mary también tiene una amistad con Bert (Dick Van Dyke), un deshollinador que está bastante a gusto con la magia de Mary. También es menos vana y egoísta (aunque hay un par de referencias a su vanidad cuando reemplaza un espejo de pared deslucido por uno más elegante y canta un dueto con su reflejo), y es mucho más comprensiva con los dos niños que la niñera de las historias originales. Emily Blunt interpretó a Mary Poppins en la secuela Mary Poppins Returns.